# Elezioni legislative in Francia del 1834
Le elezioni legislative in Francia del 1834 per eleggere i 460 deputati della Camera dei deputati si sono tenute il 21 giugno. 

## Risultati
|          | Totale  | Percentuale (%) | Percentuale (%)  |
| -------- | ------- | --------------- | ---------------- |
| Elettori | 171.015 |                 |                  |
| Votanti  | 129.211 | 75,6            | (su n. elettori) |
| Astenuti | 37.575  | 22,0            | (su n. iscritti) |

| Partito                           | Partito         | Voti    | % (Seggi) | Seggi |
| --------------------------------- | --------------- | ------- | --------- | ----- |
|                                   | Centro-destra   | 89.885  | 69,5      | 320   |
|                                   | Centro-sinistra | 21.073  | 16,3      | 75    |
|                                   | Centro          | 14.036  | 10,8      | 50    |
|                                   | Destra          | 4.218   | 3,2       | 15    |
| Totale                            | Totale          | 129.212 | 100       | 460   |
| Dati: Élections législatives 1834 |                 |         |           |       |